# Goniada szaniawskii
Goniada szaniawskii är en ringmaskart som beskrevs av Kozur in Szaniawski 1974. Goniada szaniawskii ingår i släktet Goniada och familjen Goniadidae. Inga underarter finns listade i Catalogue of Life.